# Ter Kamerenbos
Het Ter Kamerenbos (Frans: Bois de la Cambre) is een bos en park in de Belgische hoofdstad Brussel. Het is zo'n 122 ha groot en vormt een natuurlijke uitloper van het Zoniënwoud, die in het zuidoosten van Brussel tot diep in de stad dringt. Het park is vanuit het centrum van Brussel te bereiken via de Louizalaan en is onderdeel van de zuidelijke uitbreiding van Brussel. Het Ter Kamerenbos bestaat uit twee grote, enigszins ovale delen. Het noordelijke deel is het meest bebost en telt enkele 19e-eeuwse gebouwen. Het zuidelijke deel heeft centraal een 6 ha grote kunstmatige vijver met daarin een bebost eiland.

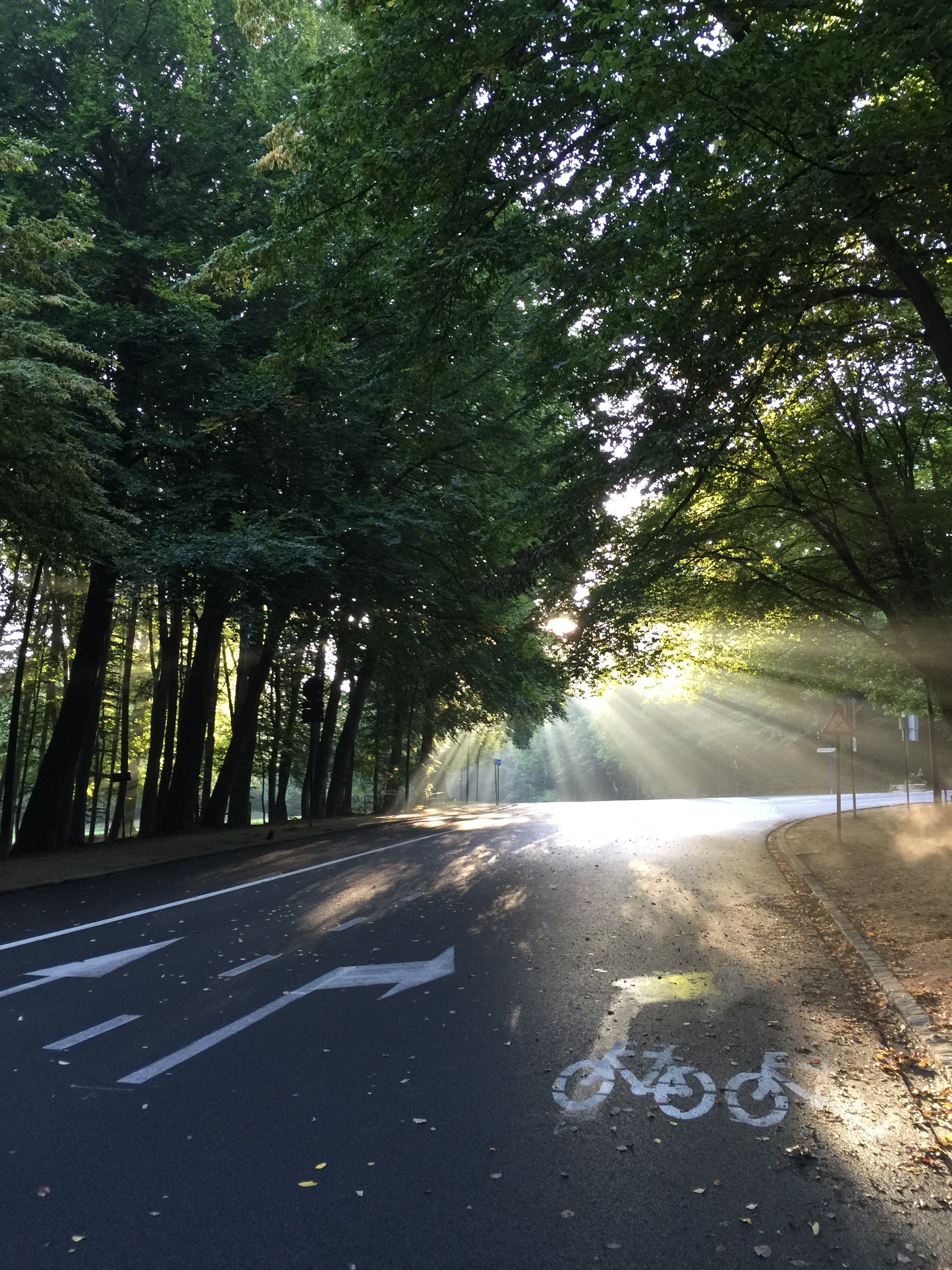
Ter Kamerenbos, Autovrije dag (2015)

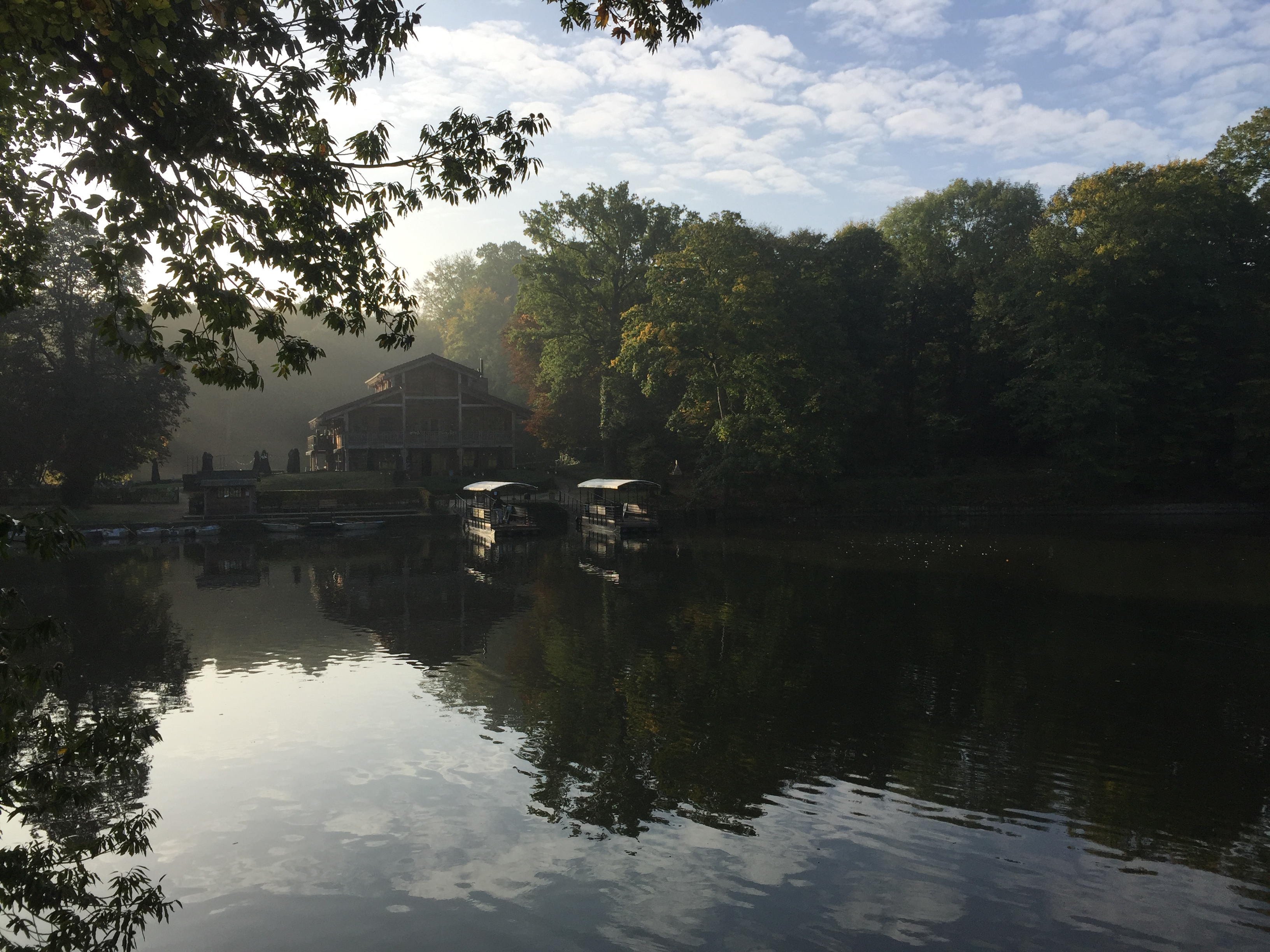
Chalet Robinson (2017)

## Ligging
De hoofdtoegang tot het Ter Kamerenbos ligt in het noorden aan het einde van de Louizalaan. Ten oosten loopt de Franklin Rooseveltlaan met daarachter de Campus Solbosch van de Université libre de Bruxelles, het terrein waar in 1910 een wereldtentoonstelling werd georganiseerd. Ten westen wordt het park begrensd door de Waterloosesteenweg en ten zuiden door de Terhulpsesteenweg.

## Geschiedenis
Het bos behoorde als uitloper van het Zoniënwoud tijdens het ancien régime tot de Abdij Ter Kameren, net ten noorden ervan gelegen, en werd de Heegde genoemd. In 1840 kreeg het zijn huidige naam naar deze abdij en in 1861 werd een gebied van 107 ha Zoniënwoud door de regering in concessie gegeven aan de stad Brussel om een bosachtig park aan te leggen. Voorwaarde was dat twee derde van de bomen behouden bleven en een 100-meter-zone rond het park onbebouwd zou blijven. De beslissing was ingegeven door de populariteit van Ter Kameren bij gegoede wandelaars, die steeds minder te vinden waren op de industrialiserende Groendreef.

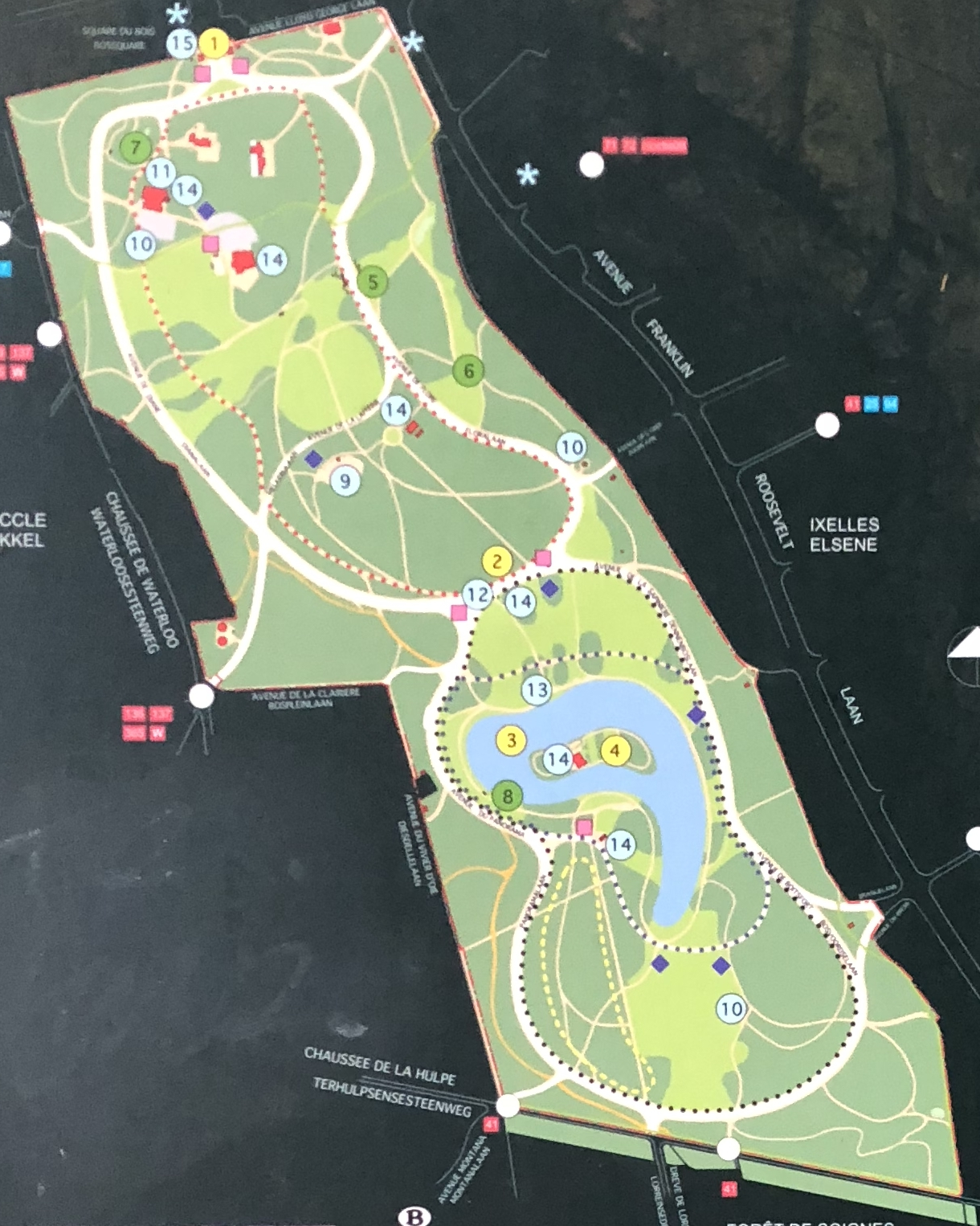
Plattegrond

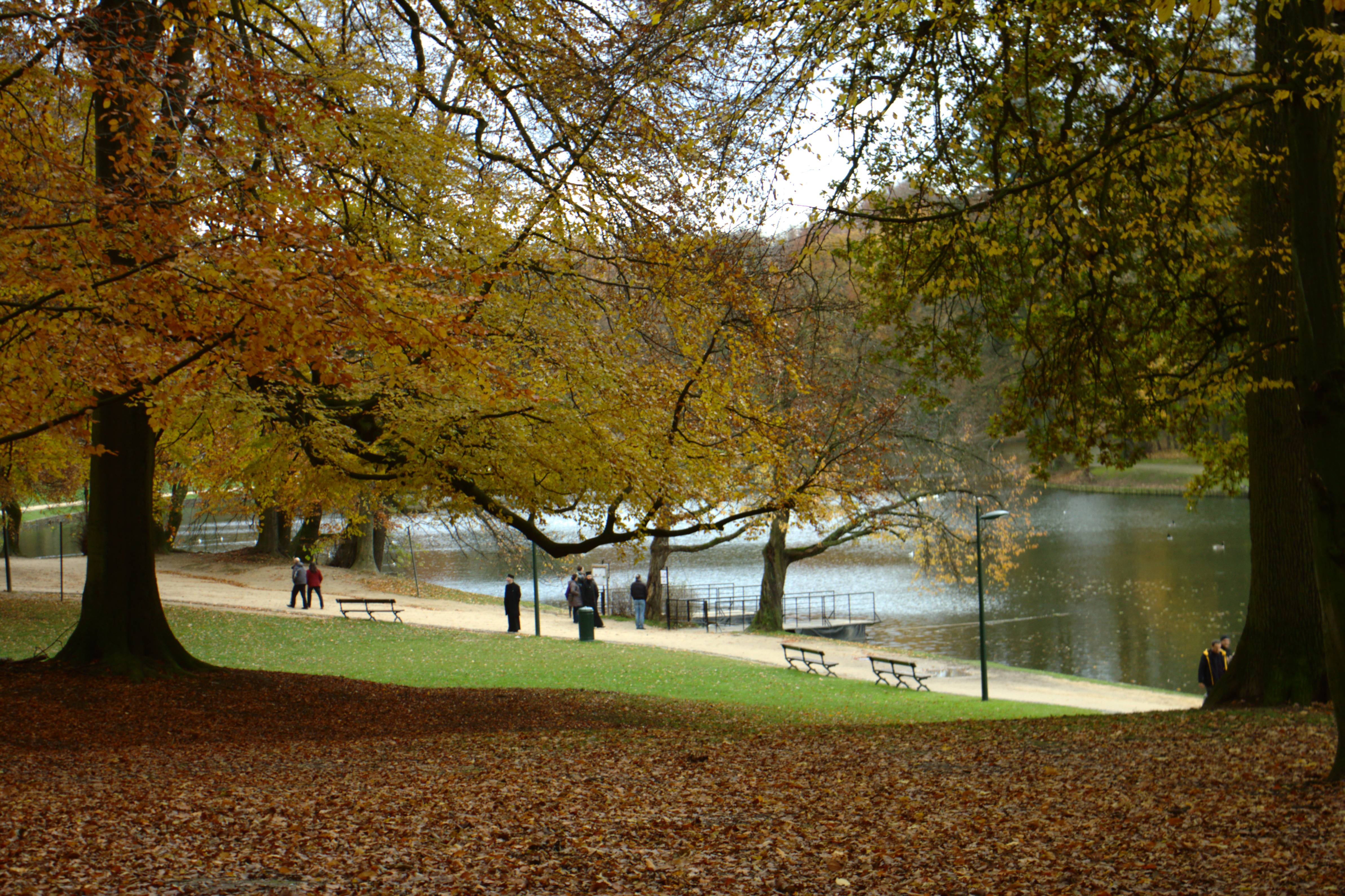
Herfst (2013)

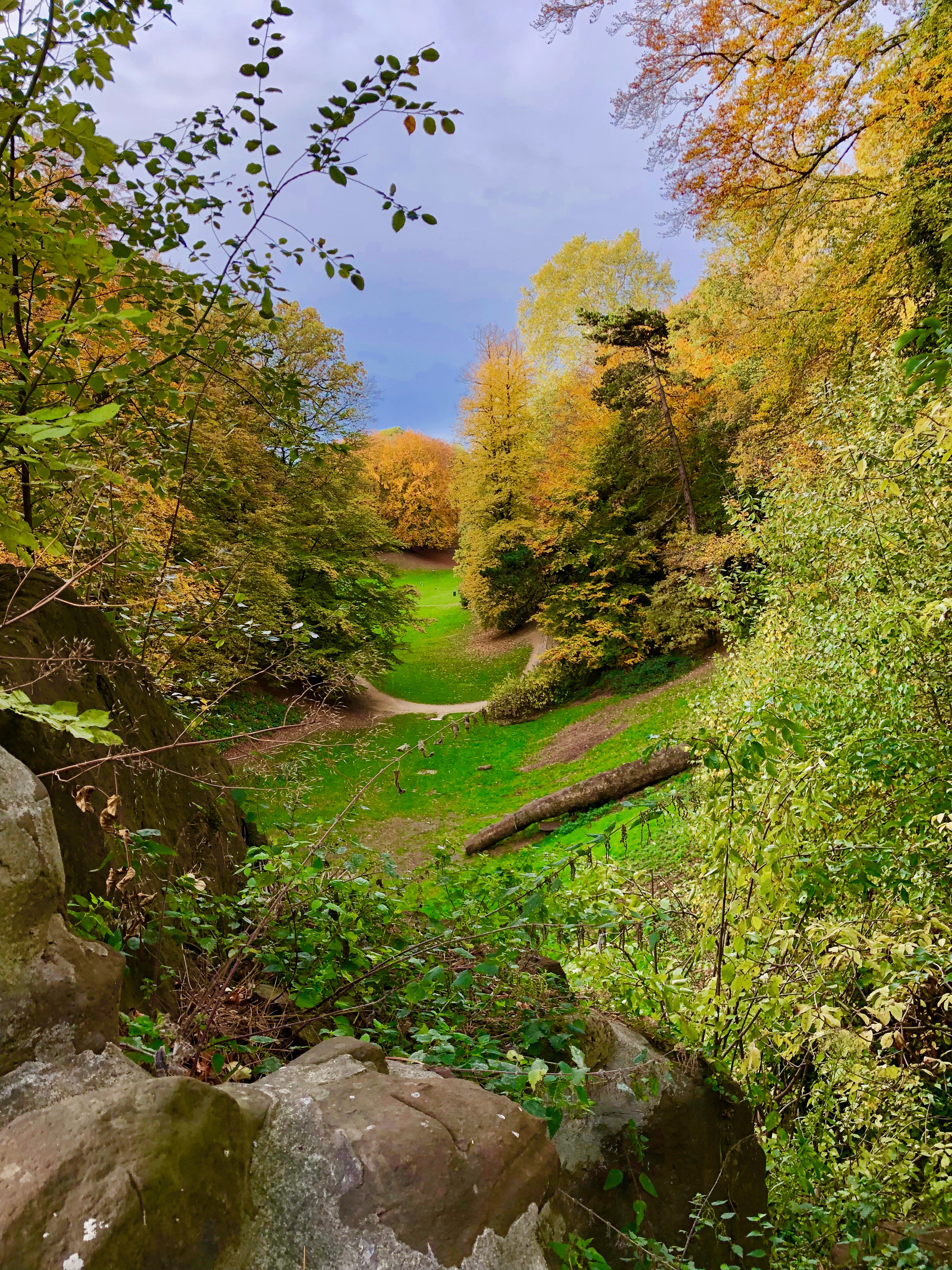
Ravijn (2018)

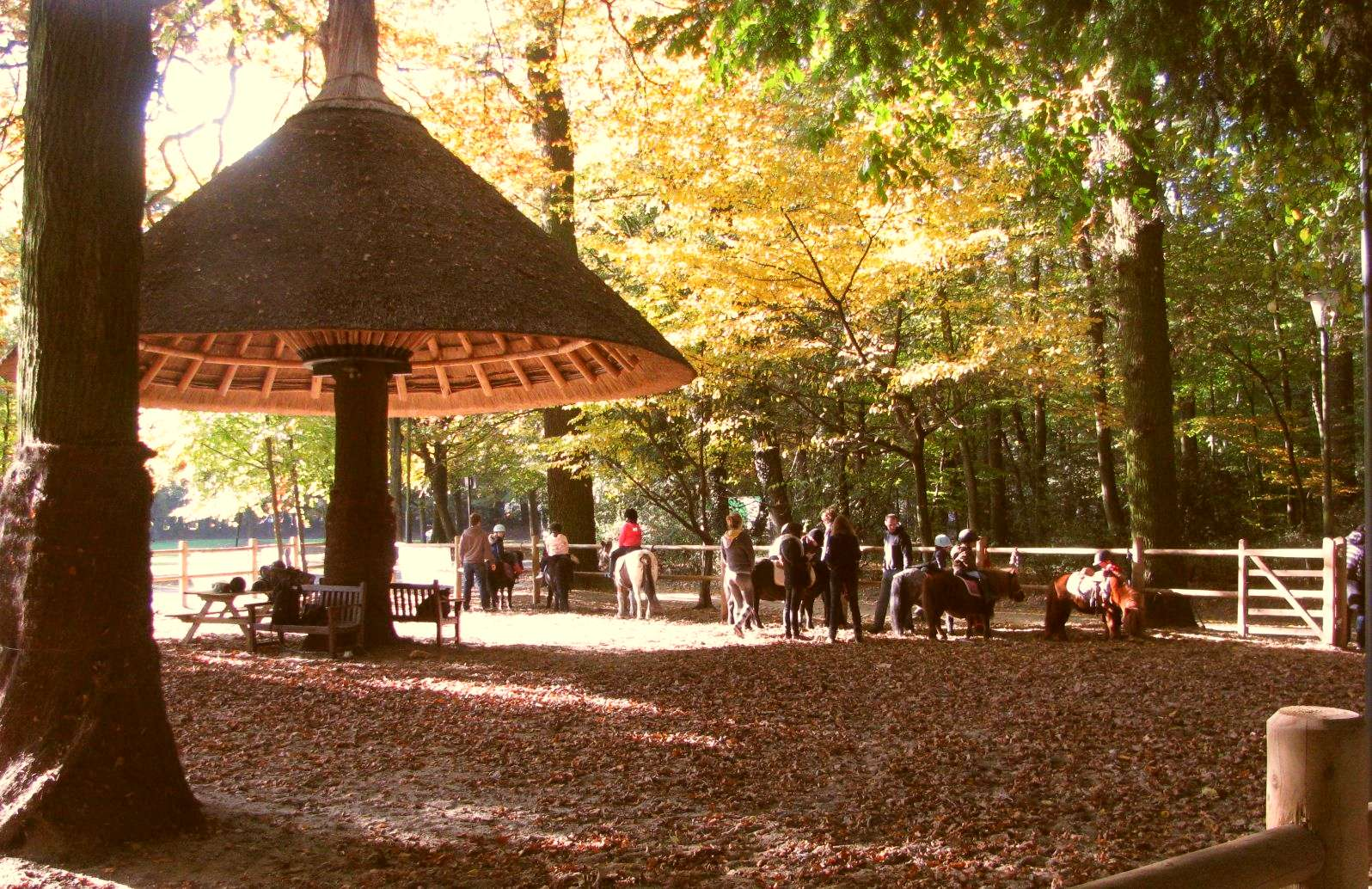
Ruiterschuilhut (2011)

De opdracht werd toegewezen aan Édouard Keilig. Deze Duitse landschapsarchitect had in 1857 een eerste, afgewezen plan ingediend en zag zijn tweede plan uit 1860 verkozen door de stad Brussel boven dat van drie gerenommeerde concurrenten (Jean-Pierre Barillet-Deschamps, Jean-Pierre Cluysenaar en Louis Fuchs). Naar het voorbeeld van het in 1852 heraangelegde Bois de Boulogne, dat zich zelf inspireerde op Hyde Park, creëerde Keilig vanaf 1862 een metropolitaan park van Engelse snit met brede, slingerende lanen die wandelaars, ruiters en koetsen langs steeds wisselende gezichtspunten leidden: bosschages, valleitjes, bruggen en artificiële grotten, glooiende grasvelden, watervlakten... Tien jaar later zou deze sinueuse variatie ook het concept worden voor Central Park.
De grote wegen vormden twee lussen in achtvorm langs de parkranden, maar werden door dichte bebossing afgeschermd van de stad om een indruk van oneindigheid los te maken. Meer dan twintig boomsoorten, hoge en brede, zorgden voor diverse kleuren en texturen doorheen het jaar. Het plan van Keilig maakte maximaal gebruik van de bestaande vegetatie en structuren: in de lus aan stadskant gebruikte hij de Maalbeekvallei om een ravijn met rotsbrug te creëren en in de zuidelijke lus naar het Zoniënwoud vormde hij het bredere Woluwedal om tot een meer met een eiland en een waterval. De rotsbrug in bruine zandsteen, ontworpen door Jean Ginora, werd in 1865 uitgevoerd door Antoine Ruttiens. Het meer kon pas in 1871 gevuld worden nadat een probleem van waterdoorsijpeling was verholpen door de bodem te bekleden met zachte klei. Aan de westkant werd in 1864 een recht ruiterpad aangelegd voor wie snel te paard naar het Zoniënwoud wilde. In zijn geheel kostte de aanleg uiteindelijk 334.000 frank.
Het gebied hoorde tot 1864 bij de gemeente Elsene maar werd in concessie gehouden door Brussel. Door de Elsense weigering om de Louizalaan te financieren, werden de Louizalaan, het Solbos en het Ter Kamerenbos bij het grondgebied van de stad Brussel gevoegd. Het park verdrong definitief de Groendreef als nieuw centrum van mondain flaneren. Ook de sportmode vond er een geschikt terrein. Men deed er aan grastennis, croquet, fietsen, worstelen, gymnastiek, roeien... Er kwam een hippodroom en een velodroom. Afspanningen boden andere vormen van vertier. Oorspronkelijk waren dit Gymnase, Chalet des Rossignols, Laiterie en Chalet Robinson, maar de beperking tot vier bleek niet te handhaven. Onder meer Moeder Lambic, Moeder Kramik, Trianon en Villa Lorraine kwamen erbij.
Met de opkomst van het gemotoriseerd verkeer begin 20e eeuw werden de genereuze lanen meer en meer autowegen die het park versnipperden. Grind werd vervangen door asfalt. Het Ter Kamerenbos werd in 1976 als landschap beschermd en werd in 2004 aangeduid tot speciale beschermingszone in het kader van Natura 2000.
Sinds zijn oprichting in 1989 is het Brussels Hoofdstedelijk Gewest eigenaar van het park, maar het beheer bleef bij de stad Brussel. In 2000 vertrouwde de stad het beheer toe aan Beliris, dat in 2005-2012 een heraanleg uitvoerde met respect voor de oorspronkelijke plannen en de ecologische waarde (kostprijs 14 miljoen euro). Begroeiing werd weggenomen om verdwenen grasvelden en doorkijken te herstellen. Het knooppunt van autowegen bleef echter behouden. Een plan om het autoverkeer terug te dringen werd verworpen omdat het Ter Kamerenbos als een invalsweg en een verbinding tussen Elsene en Ukkel werd beschouwd. In maart 2020 werd gemotoriseerd verkeer tijdelijk geweerd uit het Ter Kamerenbos vanwege de Coronacrisis. Eind mei werden auto's weer toegelaten in het noordelijke deel. Sinds 14 december 2020 geldt een nieuw verkeersplan met op werkdagen toegang voor auto's in het noordelijke en zuidelijke deel, en op zaterdag en tijdens schoolvakanties alleen in het noordelijke deel. Op zondag is het park autovrij.

## Verkeer en vervoer
Spoorlijn 26 (Schaarbeek - Etterbeek - Halle) loopt via de tunnel van Boondaal onder het Ter Kamerenbos door. Doorheen het Ter Kamerenbos lopen verder enkele belangrijke wegen. Bij hevige storm of als men storm verwacht, kan het bos gesloten worden voor wegverkeer. Dit gebeurt met slagbomen en matrixborden.

## Voetnoten
1. ↑  Vanaf donderdag opnieuw auto's in Ter Kamerenbos, BRUZZ, 27 mei 2020
2. ↑  https://www.brussel.be/nieuw-mobiliteitsplan-ter-kamerenbos

- Library of Congress Control Number: sh96010123
- Nationale Bibliotheek van Israël: 987007532308905171
- Virtual International Authority File: 315147520
- WorldCat: E39PBJd3HTT97y4gmJHgkH8Bfq